# Schaurteit
Schaurteit ist ein sehr selten vorkommendes Mineral aus der Mineralklasse der „Sulfate (Selenate, Tellurate, Chromate, Molybdate und Wolframate)“ mit der chemischen Zusammensetzung Ca3Ge4+[(OH)6|(SO4)2]·3H2O, und damit chemisch gesehen ein wasserhaltiges Calcium-Germanium-Sulfat mit zusätzlichen Hydroxidionen.
Schaurteit kristallisiert im hexagonalen Kristallsystem und entwickelt nadlige Kristalle bis zu einem Zentimeter Länge, die typischerweise zu makroskopisch seidig-weißen, feinfaserigen Mineral-Aggregaten zusammentreten. Das Mineral sitzt auf einer karbonatischen Kruste in Lösungshohlräumen des germaniumreichen Primärerzes der Lagerstätte Tsumeb, durch dessen Alteration es sich auch bildete.

## Etymologie und Geschichte
Das Mineral wurde 1965 durch den Chefgeologen der Tsumeb Mine Gerhard Söhnge entdeckt, der es als ein neues Mineral erkannte und das Material infolge seiner guten Kontakte an das Institut für Mineralogie an der Technischen Universität Berlin vermittelte. Professor Hugo Strunz und Professor Christel Tennyson konnten das Mineral nach aufwändigen Analysen der IMA vorlegen, die es ohne Gegenstimme als neues Mineral anerkannte.
Bereits 1967 veröffentlichten Strunz und Tennyson die Erstbeschreibung des Schaurteits in der Festschrift zum 50-jährigen Berufsjubiläums des deutschen Chemikers und südafrikanischen Industriellen Werner T. Schaurte (1893–1978), einem „Freund und großzügigen Förderer der Mineralogie“, dem zu Ehren sie es auch als „Schaurteit“ benannten. Der Name Schaurteit tauchte in der Literatur allerdings schon zeitiger auf, und zwar in einer früheren Auflage der Mineralogische Tabellen von Hugo Strunz.
Das Typmaterial des Minerals (Holotyp) wurde ursprünglich an der Technischen Universität Berlin aufbewahrt, wo er aber verlorengegangen ist. Andere Teile des Typmaterials werden an der École nationale supérieure des mines de Paris, Frankreich (Cotyp), und im zur Smithsonian Institution gehörenden National Museum of Natural History, Washington, D.C. (Katalog-Nr. 144520), aufbewahrt.

## Klassifikation
Bereits in der mittlerweile veralteten 8. Auflage der Mineralsystematik nach Strunz gehörte der Schaurteit zur Mineralklasse der „Sulfate, Chromate, Molybdate und Wolframate“ und dort zur Abteilung „Wasserfreie Sulfate, mit fremden Anionen“, wo er zusammen mit Despujolsit und Fleischerit die „Schaurteit-Reihe“ mit der System-Nr. VI/D.06 bildete.
Im zuletzt 2018 überarbeiteten und aktualisierten Lapis-Mineralienverzeichnis nach Stefan Weiß, das sich aus Rücksicht auf private Sammler und institutionelle Sammlungen noch nach dieser klassischen Systematik von Karl Hugo Strunz richtet, erhielt das Mineral die System- und Mineral-Nr. VI/D.11-20. Auch in der „Lapis-Systematik“ entspricht dies der Abteilung „Wasserfreie Sulfate mit fremden Anionen“ (mittelgroße und sehr große Kationen), wo Schaurteit zusammen mit Despujolsit, Genplesit, Fleischerit und Mallestigit eine eigenständige, aber unbenannte Gruppe bildet.
Die seit 2001 gültige und von der International Mineralogical Association (IMA) bis 2009 aktualisierte 9. Auflage der Strunz’schen Mineralsystematik ordnet den Schaurteit ebenfalls in die Abteilung der „Sulfate (Selenate usw.) mit zusätzlichen Anionen, mit H2O“ ein. Diese ist allerdings weiter unterteilt nach der relativen Größe der beteiligten Kationen, so dass das Mineral entsprechend seiner Zusammensetzung in der Unterabteilung „Mit großen und mittelgroßen Kationen“ zu finden ist, wo es zusammen mit Despujolsit, Fleischerit und Mallestigit die „Fleischeritgruppe“ mit der System-Nr. 7.DF.25 bildet.
Auch die vorwiegend im englischen Sprachraum gebräuchliche Systematik der Minerale nach Dana ordnet den Schaurteit in die Klasse der „Sulfate, Chromate und Molybdate“ und dort in die Abteilung der „Hydratisierten Sulfate mit Hydroxyl oder Halogen“. Hier ist er zusammen mit Despujolsit, Fleischerit und Mallestigit in der „Despujolsitgruppe“ mit der System-Nr. 31.07.06 innerhalb der Unterabteilung der „Wasserhaltigen Sulfate mit Hydroxyl oder Halogen mit (A+B2+)2(XO4)Zq • x(H2O)“ zu finden.

## Chemismus
Mittelwerte aus 13 Analysen an Schaurteit aus Tsumeb ergaben Gehalte von 17,97 % GeO2, 30,41 % CaO und 29,22 % SO3. Normalisiert auf 17 Sauerstoffatome pro Formel (mit 6 Mol H2O pro Formeleinheit) ergibt sich die kombinierte empirische und strukturchemische Formel Ca3,01Ge0,95(S2,03O8)(OH)6·3H2O, was zu Ca3Ge(SO4)2(OH)6·3H2O idealisiert werden kann und 29,60 % SO3, 31,09 % CaO, 19,33 % GeO2 und 19,98 % H2O erfordert.
Schaurteit ist das calciumdominante Analogon zum bleidominierten Fleischerit, Pb3Ge(SO4)2(OH)6·3H2O, und das Ge-dominante Analogon zum Mn-dominierten Despujolsit, Ca3Mn(SO4)2(OH)6·3H2O bzw. zum Sn-dominierten Genplesit, Ca3Sn(SO4)2(OH)6·3H2O. Obwohl Schaurteit und Fleischerit beide in der Lagerstätte Tsumeb vorkommen, ist keine Mischkristallbildung (Substitution zwischen Pb und Ca) für diese Minerale bekannt.

## Kristallstruktur
Schaurteit kristallisiert hexagonal in der Raumgruppe P63/mmc (Raumgruppen-Nr. 194) mit den Gitterparametern a = 8,5253 Å und c = 10,8039 Å sowie zwei Formeleinheiten pro Elementarzelle.
Die Kristallstruktur von Schaurteit besteht aus Platten von Ca(OH)4O2(H2O)2-Polyedern, die mit einer gemischten Schicht aus Ge(OH)6-Oktaedern und SO4-Tetraedern verzahnt sind. Es gibt zwei Wasserstoffatome in der asymmetrischen Einheit. H1 ist mit dem Ge koordinierenden O3-Atom verbunden und H2 mit den O4-Atom, wodurch ein H2O-Molekül gebildet wird. Beide K-Atome bilden Wasserstoffbrückenbindungen, O3–H1···O2 und O4–H2···O1, ähnlich wie in der Struktur des Despujolsits beschrieben.

## Eigenschaften

### Morphologie
Schaurteit bildet langprismatische, faserige bis nadelige Kriställchen mit sechseckigem Querschnitt, die zu divergentstrahligen bis wirrstrahligen Aggregaten aus gelegentlich sogar verbogenen Fasern zusammentreten. Ursprünglich wurde als maximale Länge der „sehr dünnen“ Schaurteit-Kristalle 0,2 mm angegeben. In den Jahren von 1986 bis 1988 wurden aber Kristalle bis zu 1 cm Länge bekannt, die „tischtennisballgroße“ Aggregate bis 5 cm Durchmesser bilden.

### Physikalische und chemische Eigenschaften
Die Farbe der Schaurteitkristalle ist farblos-wasserklar bis weiß, ihre Strichfarbe ist dagegen immer weiß. Die Oberflächen der halbdurchsichtigen Kristalle weisen einen starken seidenartigen Glanz auf, was gut mit der Doppelbrechung des Minerals (0,012) übereinstimmt.
An den Kristallen des Schaurteits wurde keine Spaltbarkeit festgestellt, Angaben zum Bruch fehlen. Das als sehr spröde beschriebene Mineral weist eine Mohshärte von 2,5 auf und gehört damit zu den weichen Mineralen, die sich etwas leichter als das Referenzmineral Calcit mit einer Kupfermünze ritzen lassen. Die gemessene Dichte für Schaurteit beträgt 2,65 g/cm³, die berechnete Dichte für das Mineral beträgt 2,64 g/cm³. Unter dem Elektronenstrahl ist das Mineral ähnlich unbeständig wie Despujolsit.

## Bildung und Fundorte
Schaurteit entsteht als typische Sekundärbildung in den Erzen einer komplexen, germaniumreichen Lagerstätte. Germanium stammt dabei aus der Zersetzung ehemaliger sulfidischer Erzminerale wie Germanit. Beim ersten Fund sitzt das Mineral auf einer millimeterdicken kristallinen Kruste eines rhomboedrischen Carbonates, welche die Auslaugungshohlräume im germanitreichen Primärerz auskleidet. Die späteren Funde aus dem Zeitraum Mitte–Ende der 1980er Jahre haben zahlreiche, aufgrund des Farbkontrastes zwischen dem weißen Schaurteit und der schwarzen Erzmatrix hochattraktive Schaurteit-Stufen geliefert. Außer Kegelit sind keine weiteren Begleitminerale bekannt.
Als sehr seltene Mineralbildung konnte Schaurteit bisher (Stand 2016) nur von einem Fundpunkt beschrieben werden. Die Typlokalität des Schaurteits ist die zweite Oxidationszone der weltberühmten Cu-Pb-Zn-Ag-Ge-Cd-Lagerstätte der „Tsumeb Mine“ (Tsumcorp Mine) in Tsumeb, Region Oshikoto, Namibia.

## Verwendung
Schaurteit ist aufgrund seiner Seltenheit ein bei Mineralsammlern hochbegehrtes Mineral.